# Назъбеноосечен шестстотиноклетъчник
Назъбеноосеченият шестстотиноклетъчник е еднообразен изпъкнал многоклетъчник. Броят клетки е 2640. Той има 120 ромбикосидодекаедъра, 720 петоъгълни призми, 1200 шестоъгълни призми и 600 осечени тетраедъра. Той има 7200 върха, 18000 ръба и 13440 стени (2400 триъгълника, 7200 квадрата, 1440 петоъгълника и 2400 шестоъгълника. Връхната фигура е трапецоидна пирамида.